# AGORA Savaria Kulturális és Médiaközpont
Az AGORA Savaria Kulturális és Médiaközpont Nonprofit Kft. (röviden: AGORA Savaria) Szombathely és térsége meghatározó közművelődési és médiapalettát működtető intézménye. Feladata közösségi és kulturális programok szervezése, városi kulturális létesítmények működtetése, valamint a helyi televízió és a városi hetilap kiadása/üzemeltetése. A szervezet tagja a Kulturális Központok Európai Hálózatának (European Network of Cultural Centres - ENCC).

## Története
Az AGORA Savaria jogelőd szervezetei közé tartozik az intézményként 2007-től 2021-ig működő AGORA Szombathelyi Kulturális Központ, a Szombathelyi Médiaközpont Nonprofit Kft. és a Szombathelyi Képzőközpont Nonprofit Kft. 2022-ben az jött létre a kulturális és médiaközpont, amely egyesítette Szombathely meghatározó kulturális infrastruktúráját. Az alapító Szombathely Megyei Jogú Város Önkormányzata, a társaság nonprofit kft. formában működik. 2022-ben Horváth Zoltán került ügyvezetői pozícióba.

## Főbb egységek

### AGORA–Művelődési és Sportház
Az épület alapkövét 1960. május 1-jén tették le, és 1963-ban nyitották meg mint Szombathely Művelődési és Sportházát.  A létesítmény 2014–2015 között teljes felújításon esett át, amely során korszerűsítették a belső tereket és a színpadtechnikát. A ház ma többfunkciós rendezvényhelyszínként működik (koncertek, vásárok, kiállítások).

### AGORA–Savaria Filmszínház
A Savaria Filmszínház 1973. augusztus 19-én nyílt meg, kéttermes moziként. Az épületet Mátis Lajos, Ybl-díjas építész tervezte. A rendszerváltás után art- és közönségfilmeket, filmklubokat, fesztiválokat fogadott. A XXI. században digitális vetítőtechnikát kapott, és az AGORA keretein belül üzemel tovább. A filmszínház 2016-tól a Savaria Filmszemle állandó helyszíne.

### KRESZ Park
A gyermekek közlekedésbiztonsági nevelésére szolgáló KRESZ Park a Víztorony mellett létesült, és az 1970-es évektől működik. A pálya a 2000-es években megújult, korszerű gokartokkal és elektromos kisautókkal bővült.

### Víztorony
A Brenner parkban álló Víztorony 1926-ban épült vízellátási céllal. 2000-es években műemléki védettséget kapott, és kilátóként, valamint kiállítótérként új funkciót nyert.

### Felsőcsatári Gyermeküdülő
A felsőcsatári táborhely az 1970-es évektől adott otthont gyermeküdüléseknek és erdei iskoláknak. 2024-ben döntés született arról, hogy csak nomád táborhelyként tartható fenn, ennek megfelelően sátortáborokat szerveznek benne.

### Sinkovits Imre Filmszínház (Körmend)
A körmendi mozi az 1950-es évektől működik, 2024-ben vette fel Sinkovits Imre nevét. Az AGORA Savaria 2024-ben nyerte el az üzemeltetését, 2025-ben újabb két évre hosszabbították a szerződést.

### Szombathelyi Televízió
A városi televízió 1989 óta működik, és 2021 óta az AGORA Savaria részeként üzemel nonprofit alapon.

### Savaria Fórum
A város ingyenes hetilapját 2022 óta az AGORA adja ki, mind nyomtatott, mind online formában.

## Díjak és elismerések
- 2023 – Családbarát Munkahely és Családbarát Szolgáltatóhely (AGORA-Művelődési és Sportház) címek.[22]
- 2023 – „Minősített Közművelődési Intézmény” cím.[23]
- 2023 – Látópont Cím.[24]
- 2024 – Feleős foglalkoztató, arany minősítés.[25]
- 2024 – EFQM (European Foundation for Quality Management) Elismerés a Kiválóságért tanúsítvány.[26]
- 2025 – Családbarát Szolgáltatóhely (Víztorony).[27]